# Kadrush Radogoshi
Kadrush Radogoshi (ur. 15 września 1948 w Djakowicy) – jugosłowiański i kosowski poeta, prozaik oraz dramaturg.

## Życiorys
Ukończył studia magisterskie z zakresu literatury na Uniwersytecie w Prisztinie. W latach 1979–1986 był redaktorem jednego z magazynów literackich, jednocześnie od 1969 do 1981 pracował jako pedagog. W czasie rządów Slobodana Miloševicia był więziony przez władze jugosłowiańskie, a po wyjściu na wolność został pozbawiony prawa do wykonywania zawodów związanych z oświatą na okres 18 lat.
W latach 90. współzałożył jeden z kosowskich niezależnych związków zawodowych. Pełnił także funkcję prezesa klubu literackiego Gjon N. Kazazi (1992–1997), dołączył następnie do Ligi Pisarzy Kosowa, której był wiceprezesem (2005–2007) oraz prezesem (2007–2009). W tym czasie był również redaktorem czasopisma literackiego Shtigje.
W 2010 roku wyemigrował do Kanady, a w latach 2013–2014 roku należał do Borderlines Writer Circle.

## Wybrane nagrody[1][2]
- nagroda Pjetëra Bogdaniego (2003)
- nagroda gminy Djakowica (2004)
- nagroda biblioteki publicznej w Djakowicy (2005)